# Przemysław Urbaniak
Przemysław Urbaniak (ur. 9 marca 1975 w Gnieźnie) – polski piłkarz, występujący na pozycji obrońcy oraz trener piłkarski. Od 2020 trener klubu Mieszko Gniezno.
W I lidze polskiej rozegrał 191 spotkań i strzelił jednego gola.